# 11811 Martinrubin
A 11811 Martinrubin (ideiglenes jelöléssel (11811) 1981 EH19) a Naprendszer kisbolygóövében található aszteroida. Schelte J. Bus fedezte fel 1981. március 2-án.

## Kapcsolódó szócikk
- Kisbolygók listája (11501–12000)